# یادگیری مبتنی بر زمینه
یادگیری مبتنی بر زمینه (به انگلیسی: Context-based learning (CBL)) روشی آموزشی است که در آن از مثال‌های واقعی یا خیالی برای یادگیری مدل استفاده می‌شود. این رویکرد به دانش‌آموزان امکان می‌دهد تا به جای تمرکز صرف بر مفاهیم نظری، از طریق تجربه‌های عملی با موضوع درگیر شوند. CBL یک روش دانش‌آموزمحور است که با بهره‌گیری از سناریوهای مختلف، محیط‌های اجتماعی و سیاسی مرتبط با زندگی کاری کنونی یا آینده دانش‌آموزان را شبیه‌سازی می‌کند. در بریتانیا، این روش اغلب با نام «رویکرد سالترز» شناخته می‌شود، زیرا شرکت سالترز نقش مهمی در توسعه محتوای آموزشی به‌ویژه در رشته شیمی داشته است.
به‌طور کلی، می‌توان گفت: «کلید اصلی یادگیری، مشارکت فعال و پویای یادگیرنده با محتوای آموزشی است. برای موفقیت در آموزش، ابتدا این مشارکت را ایجاد کنید و سپس از هر روشی که این درگیری فعال را حفظ می‌کند، برای تدریس استفاده کنید.»